# セカモノ
セカモノ（SEKAMONO）は、日本の女性アイドルグループ。合同会社ito所属。コンセプトは『世界を虜にするアイドル』。

## 概要
『セカイは変わる』でも 『変わらないモノ』もきっとあるはず。セカモノ(旧:変ワルセカイと変ワラナイモノ)はデビュー曲『変わる世界と変わらないもの』から名付けたアイドルユニット。コロナ禍の逆風の中でデビューしたセカモノは一つ一つの出会いや、 会える一回一回のチャンスを誰よりも大切に思っている。変わりゆく世界の中に、ずっと変わらない場所を作るために生まれたアイドルユニットである。楽曲は音楽プロデューサーであるDAICHI YOKOTA。

### グループ名の由来
旧グループ名『変ワルセカイと変ワラナイモノ』は、デビュー曲『変わる世界と変わらないもの』に由来している。2021年1月30日には略称である『セカモノ』に改名した。

## 来歴

### 2020年
- 08月03日 - 新アイドルグループ始動がTwitterで公開。メンバーは奏りお、桃乃あや、花咲もあ（兼任）の3名。[2]
- 08月22日 - グループ名「変ワルセカイと変ワラナイモノ」発表。
- 09月10日 - 新メンバー月姫乃きらりの加入発表。[3]
- 09月24日 - 『NEO IDOL LEGION～変ワルセカイと変ワラナイモノDebut～』でデビュー。
- 12月04日 - 花咲もあ・月姫乃きらりが12月23日の単独公演をもってグループ卒業を発表。[4]
- 12月07日 - 新メンバー木南はる・成海るなが加入を発表。[5]
- 12月23日 - 『変わる音楽と変わらない物語～セカモノ現体制LAST LIVE～@代アニLIVEステーション』をもって花咲もあ・月姫乃きらりがグループ卒業。
- 12月26日 - 『NEO IDOL LEGION～セカモノ新体制お披露目～@Zirco Tokyo』で新メンバー木南はる・成海るなが加入。新メンバー小花衣ゆの・蒼井ひなの加入を発表。[6]

### 2021年
- 01月25日 - 加入予定の蒼井ひなが活動辞退。[7]
- 01月30日 - グループ名が『セカモノ』にリニューアル。新メンバー小花衣ゆのが加入。
- 02月24日 - 単独公演『君と私と見る景色@渋谷ルイードK2』を開催。
- 03月17日 - 初主催ライブ 『セカモノ3 Man Live@Shibuya Milkyway』を開催。
- 04月03日 - 木南はるが4月25日をもってグループ卒業を発表。[8]
- 04月14日 - 『NEXT STAGE ～君と共に～@渋谷チェルシーホテル』を開催。新メンバー神木乃栞里の加入を発表。[9]
- 04月25日 - 『ユメライブ〜木南はる卒業公演〜@渋谷DESEO』をもって木南はるがグループ卒業。
- 05月01日 - 新メンバー神木乃栞里が加入。
- 07月15日 - 単独公演『セカモノ単独公演～Re：Start～@WOMB』を開催。
- 08月21日 - 単独公演『セカモノ新時代夏祭り@TAKE OFF 7』を開催。
- 10月12日 - 単独公演『セカモノ1st ONE MAN LIVE～変わる世界と変わらないもの～@Veats SHIBUYA』を開催。
- 12月27日 - 成海るな・小花衣ゆのが4月25日をもってグループ卒業を発表。[10]

### 2022年
- 02月09日 - 新メンバー松山綺利が加入を発表。
- 02月10日 - 新メンバー雛水りりかが加入を発表。
- 02月11日 - 新メンバー若林茉佑が加入を発表。
- 02月12日 - 新メンバー音海りほが加入を発表。
- 02月13日 - 『World Object～成海るな・小花衣ゆの卒業～@渋谷clubCAMELOT B2』をもって成海るな・小花衣ゆのがグループ卒業。
- 02月26日 - 加入予定の雛水りりか・若林茉佑のデビュー延期を発表[11]
- 02月28日 - 『World Object～NEXTSTAGE～@新宿ReNY』を開催。新メンバー松山綺利・音海りほが加入。[12]
- 03月25日 - 加入予定の雛水りりか・若林茉佑のデビュー見送りを発表。[13]
- 09月05日 - 新メンバー橘ゆら・結姫ひなのが加入を発表。[14]
- 09月17日 - 新メンバー橘ゆら・結姫ひなのが加入。
- 11月14日 - 『セカモノ2nd ONE MAN LIVE@新宿ReNY』を開催。
- 12月30日 - 松山綺利が1月28日をもってグループ卒業、結姫ひなのがグループ脱退を発表。[15]

### 2023年
- 01月28日 - 『WorldObject~現体制LASTLIVE~@Studio Freedom』をもって松山綺利がグループ卒業、結姫ひなのがグループ脱退。
- 03月28日 - 新メンバー星嶋まなが加入を発表。
- 04月01日 - 新メンバー星嶋まなが加入。
- 10月03日 - 桃乃あやが11月15日、神木乃栞里が2024年1月末、奏りおが2024年3月をもってグループ卒業を発表。[16]
- 11月15日 - 『3rd Oneman Live@新宿BLAZE』を開催。桃乃あやがグループ卒業。

### 2024年
- 01月27日 - 『神木乃栞里 生誕祭&卒業公演@SHIBUYA DIVE』をもって神木乃栞里がグループ卒業。
- 03月06日 - 新メンバー水瀬まりあの加入を発表[17]。
- 03月21日 - 水瀬まりあがグループ脱退。
- 04月06日 - 『奏りお卒業公演 〜沢山の愛をありがとう～@Spotify O-Crest』をもって奏りおがグループ卒業。
- 04月23日 - 新メンバー恋瀬のの・天使あめの加入を発表。
- 07月24日 - 橘ゆらが家庭の事情によりグループ脱退。
- 09月30日 - 株式会社Infectionから合同会社itoに移籍[18]。
- 10月29日 - 新メンバー甘乃ひな・花丸わか・白石美海の加入を発表[19]。
- 11月15日 - 『セカモノ 4th Oneman Live@WOMB』を開催。新メンバー甘乃ひな・花丸わか・白石美海が加入。
- 12月18日 - 白石美海が無期限の活動休止を発表。[20]
- 12月30日 - 甘乃ひなの1ヶ月間の謹慎処分を発表。[21]

### 2025年
- 02月01日 - 甘乃ひなが活動再開。
- 02月18日 - 白石美海がグループ脱退。
- 03月15日 - 花丸わかが無期限の活動休止を発表。[22]
- 04月06日 - 『sekamono Oneman Live ~明日を掴んで走れ~@池袋harevutai』を開催。
- 04月17日 - 星嶋まなが8月7日をもってグループ卒業を発表。[23]
- 07月05日 - 花丸わかの活動再開を発表。[24]
- 07月08日 - 甘乃ひながグループ脱退。[25]
- 08月07日 - 『星嶋まな卒業公演@Zirco Tokyo』をもって星嶋まながグループ卒業。
- 08月09日 - 花丸わかが活動再開

## メンバー
| 名前     | ヨミ         | 愛称       | 誕生日  | 出身地 | 担当カラー | 備考                                                   |
| -------- | ------------ | ---------- | ------- | ------ | ---------- | ------------------------------------------------------ |
| 音海りほ | おとみりほ   | 音海さん   | 7月29日 | 新潟県 | 白         | 元酔生夢死                                             |
| 恋瀬のの | このせのの   | のんの     | 7月16日 | 滋賀県 | ピンク     | 元OPointNine、元symphonic doll、元不可侵的でぃすとぴあ |
| 天使あめ | てんしあめ   | あめちゃん | 5月14日 | 北海道 | 青         | 元不可侵的でぃすとぴあ                                 |
| 花丸わか | はなまるわか | わかち     | 7月14日 | 愛知県 | オレンジ   |                                                        |

### 旧メンバー
| 名前         | ヨミ           | 愛称       | 誕生日   | 出身地   | 担当カラー | 備考                                                    |
| ------------ | -------------- | ---------- | -------- | -------- | ---------- | ------------------------------------------------------- |
| 奏りお       | かなでりお     | りおぴ     | 9月20日  | 福岡県   | 赤         | 元81moment、元LumiNet                                   |
| 桃乃あや     | とうのあや     | あやちゃん | 9月19日  | 千葉県   | ピンク     | 元BACK THE RIPPER、現愛乙女★DOLL                        |
| 花咲もあ     | はなさきもあ   | もあち     | 5月22日  | 埼玉県   | 青         | 元迷愛FINAL、元81moment、元Utatane                      |
| 月姫乃きらり | つきのきらり   | きらりん   | 3月25日  | 大阪府   | 黄         |                                                         |
| 木南はる     | きなみはる     | はーたん   | 12月15日 | 千葉県   | 黄         | 元asfi、元ALLOVER                                       |
| 成海るな     | なるみるな     | るちゃん   | 5月23日  | 埼玉県   | 紫         | 元KATACOTO＊BANK                                        |
| 小花衣ゆの   | こはないゆの   | ゆの       | 1月10日  | 鹿児島県 | 白         |                                                         |
| 神木乃栞里   | かみきのしおり | しおりん   | 12月16日 | 京都府   | 青         | 元Very_Very_Red_Berry、元YOANI1年C組                    |
| 松山綺利     | まつやまきり   | きーちゃん | 1月15日  | 福岡県   | 紫         | 元LeirA、元I MY ME MINE 現手羽先センセーション          |
| 結姫ひなの   | ゆうきひなの   | ひなのてん | 3月27日  | 東京都   | 水色       | 元いんせきゅあ、元Parasite.Kiss、元炭酸くろにくるっ     |
| 橘ゆら       | たちばなゆら   | ゆら       | 8月26日  | 愛媛県   | 紫         | 加入から2023年3月27日までは 黄色担当                    |
| 星嶋まな     | ほしじままな   | まなちゃん | 3月28日  | 埼玉県   | 黄         | 元おやすみセカイ、元シュガー♥マカロン、元81limited      |
| 水瀬まりあ   | みなせまりあ   | まりにゃ   | 4月7日   | 愛知県   | 水色       |                                                         |
| 甘乃ひな     | あまのひな     | ひにゃ     | 5月19日  | 東京都   | 赤         | 元Party chuuuN!、現One Last Bloom                       |
| 白石美海     | しらいしみうな | みしゃん   | 11月16日 | 埼玉県   | 紫         | 元スリジエ、元Whitelellv、元CuteAggression、現妄想slave |

## 作品

### 配信EP
| #                         | タイトル                  | 配信日                    | 収録曲 | 備考 |
| 作詞・作曲：DAICHI YOKOTA | 作詞・作曲：DAICHI YOKOTA | 作詞・作曲：DAICHI YOKOTA | 作詞・作曲：DAICHI YOKOTA | 作詞・作曲：DAICHI YOKOTA |
| ------------------------- | ------------------------- | ------------------------- | --- | --- |
| 1st EP                    | Re:Stert                  | 2021年7月16日             | 1. 変わる世界と変わらないもの 2. OVERLORD 3. PleasePleaseChoice 4. ひと夏の想い出 5. FRIEND ZONE 6. 変わる世界と変わらないもの (Instrumental) 7. OVERLORD (Instrumental) 8. PleasePleaseChoice (Instrumental) 9. ひと夏の想い出 (Instrumental) 10. FRIEND ZONE (Instrumental) | 『PleasePleaseChoice』はサビの振り付けを桃乃あやが担当 『ひと夏の想い出』はイタダキ、テッペンの楽曲を引き継ぎ、持ち曲として披露している |

### 配信シングル
| タイトル      | 配信日         | 収録曲                                           | 作詞          | 作曲                | 備考                                      |
| ------------- | -------------- | ------------------------------------------------ | ------------- | ------------------- | ----------------------------------------- |
| Rainbow       | 2021年10月13日 | 1. Rainbow 2. Rainbow (Instrumental)             | 奏りお        | DAICHI YOKOTA       | メンバー奏りおが作詞を担当                |
| Monologue     | 2022年8月31日  | 1. Monologue 2. Monologue (Instrumental)         | DAICHI YOKOTA | DAICHI YOKOTA、Tino |                                           |
| LOVE or LIKE  | 2022年8月31日  | 1. LOVE or LIKE 2. LOVE or LIKE (Instrumental)   | DAICHI YOKOTA | DAICHI YOKOTA       | 『FRIEND ZONE』へのアンサーソングにあたる |
| 夏のシトラス  | 2022年8月31日  | 1. 夏のシトラス 2. 夏のシトラス (Instrumental)   | DAICHI YOKOTA | DAICHI YOKOTA       |                                           |
| サイハテ      | 2022年11月15日 | 1. サイハテ 2. サイハテ (Instrumental)           | DAICHI YOKOTA | DAICHI YOKOTA       |                                           |
| 拗らせガール  | 2023年12月1日  | 1. 拗らせガール 2. 拗らせガール (Instrumental)   | 平尾奏人      | 平尾奏人            |                                           |
| ガチ恋Dreamer | 2023年12月1日  | 1. ガチ恋Dreamer 2. ガチ恋Dreamer (Instrumental) | 平尾奏人      | 平尾奏人            |                                           |
| ミライセカイ  | 2023年12月1日  | 1. ミライセカイ 2. ミライセカイ (Instrumental)   | 平尾奏人      | 平尾奏人            |                                           |
| Give Me!!     | 2024年10月18日 | 1. Give Me!! 2. Give Me!! (Instrumental)         | 平尾奏人      | 平尾奏人            |                                           |

### 未配信曲
| 曲名                       | 作詞          | 作曲          | 備考                                                       |
| -------------------------- | ------------- | ------------- | ---------------------------------------------------------- |
| あの景色とあの想いとあの涙 | DAICHI YOKOTA | DAICHI YOKOTA | 迷愛れすきゅー！の楽曲を引き継ぎ、持ち曲として披露している |
| DAN!DAN!!DANCE!!!          | DAICHI YOKOTA | DAICHI YOKOTA |                                                            |
| RECOLLECTION               | DAICHI YOKOTA | DAICHI YOKOTA |                                                            |
| 奇跡はすでに生まれてる     | DAICHI YOKOTA | DAICHI YOKOTA | 81momentの楽曲を引き継ぎ、持ち曲として披露している         |
| Dream Compass              | DAICHI YOKOTA | DAICHI YOKOTA |                                                            |
| Flower                     | DAICHI YOKOTA | DAICHI YOKOTA | 81momentの楽曲を引き継ぎ、持ち曲として披露している         |
| ガチ恋注意報               | DAICHI YOKOTA | DAICHI YOKOTA | 81momentの楽曲を引き継ぎ、持ち曲として披露している         |

## ライブ・イベント

### 単独ライブ
- 2020/12/23 『変わる音楽と変わらない物語～セカモノ現体制LAST LIVE～』@代アニLIVEステーション
- 2021/02/24 『君と私と見る景色』@渋谷ルイードK2
- 2021/04/14 『NEXT STAGE ～君と共に～』@渋谷チェルシーホテル
- 2021/07/15 『セカモノ単独公演～Re：Start～』@WOMB
- 2021/08/21 『セカモノ新時代夏祭り』@TAKE OFF 7
- 2021/10/12 『セカモノ1st ONE MAN LIVE～変わる世界と変わらないもの～』@Veats SHIBUYA
- 2021/12/05 『セカモノ ~神木乃栞里生誕祭2021~』@新宿WALLY
- 2022/02/13 『World Object～成海るな・小花衣ゆの卒業～』@渋谷clubCAMELOT B2
- 2022/07/13 『World Object -単独公演編-』@GOTANDA G4
- 2022/11/14 『セカモノ2nd ONEMANLIVE』@新宿ReNY
- 2023/01/28 『WorldObject~現体制LASTLIVE~』@Studio Freedom
- 2023/11/15 『3rd Oneman Live』@新宿BLAZE
- 2024/01/27 『神木乃栞里 生誕祭&卒業公演』@SHIBUYA DIVE
- 2024/04/06 『奏りお卒業公演 〜沢山の愛をありがとう～』@Spotify O-Crest
- 2024/11/15 『セカモノ 4th Oneman Live』@WOMB
- 2025/02/21 『セカモノ単独公演』@GOTANDA G3
- 2025/03/21 『セカモノ単独公演 vol.2』@GOTANDA G3
- 2025/04/06 『sekamono Oneman Live ~明日を掴んで走れ~』@池袋harevutai